# 1260'erne
Århundreder: 12. århundrede – 13. århundrede – 14. århundrede
Årtier: 1210'erne 1220'erne 1230'erne 1240'erne 1250'erne – 1260'erne – 1270'erne 1280'erne 1290'erne 1300'erne 1310'erne
År: 1260 1261 1262 1263 1264 1265 1266 1267 1268 1269